# Église Sainte-Geneviève de Feucherolles
L'église Sainte-Geneviève est une église catholique paroissiale située à Feucherolles, dans les Yvelines, en France. Elle a été classée monument historique par arrêté du 12 juillet 1886.

## Localisation
L'église est située en France, en région Île-de-France et dans le département des Yvelines, sur la commune de Feucherolles.

## Histoire

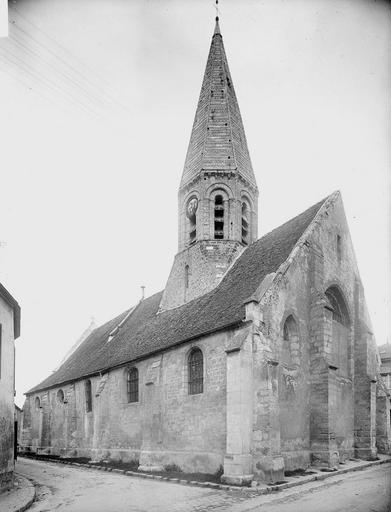
Eglise Sainte-Geneviève - Ensemble sud-est - Feucherolles - Médiathèque de l'architecture et du patrimoine - APMH00026966

Elle a été édifiée en 1155. Une grande partie est reconstruite au XIIIe siècle puis au début de la Révolution. L'église est classée monument historique par arrêté du 12 juillet 1886.

## Description
L'édifice est dominé par un clocher à six pans en pierre. La nef et les collatéraux sont surmontés de chapiteaux à feuille d'eau.

## Mobilier
- Fonts baptismaux du 13e siècle.
- Vierge à l'Enfant du 14e siècle.
- Tabernacle du 16e siècle.